# 堀田正俊
堀田 正俊（ほった まさとし）は、江戸時代前期から中期の大名。江戸幕府の老中・大老。上野安中藩主。後に下総古河藩の初代藩主。正俊系堀田家初代。

## 生涯
寛永11年（1634年）11月12日、第3代将軍・徳川家光政権下の老中・堀田正盛の三男として生まれる。寛永12年（1635年）に義理の曾祖母に当たる春日局の養子となり、その縁から寛永18年（1641年）、家光の嫡男・竹千代（徳川家綱）の小姓に任じられて頭角を現した。寛永20年（1643年）、家光の上意で春日局の孫に当たる稲葉正則の娘と婚約、春日局の遺領3000石を与えられている。
慶安4年（1651年）、家光の死去に際して父・正盛が殉死すると、遺領のうち下野新田1万石を分与され、守谷城1万3000石の大名となる。同時に従五位下・備中守に叙位・任官する。その後も4代将軍・家綱の時代に順調に昇進し、明暦2年（1656年）に稲葉正則の娘と結婚、正則の後見を受けて万治3年（1660年）には奏者番となり、上野安中藩2万石を与えられた。同年に長兄の堀田正信が改易されたが、お咎めは無かった。寛文10年（1670年）に若年寄となり、延宝7年（1679年）に老中に就任し、2万石の加増を受けた。
延宝8年（1680年）、家綱の死去にあたり、家綱政権時代に権勢をもった大老・酒井忠清と対立して家綱の異母弟である綱吉を推したという。綱吉が5代将軍に就任すると大手門前の忠清邸を与えられ、天和元年（1681年）12月11日、忠清に代わって大老に任ぜられる。就任後は牧野成貞と共に「天和の治」と呼ばれる政治を執り行ない、特に財政面において大きな成果を上げた。
しかし貞享元年（1684年）8月28日、従叔父で若年寄の美濃青野藩主・稲葉正休に江戸城内で刺されて重体となり、医師に手当をされた後に自邸に運ばれたところで死亡した。享年51。幕府の記録によれば発狂のためとされているが、事件は様々な臆測を呼び、大坂の淀川の治水事業に関する意見対立や、正休もその場で殺害されていることから、将軍綱吉の関与も囁かれた。
家督は長男の正仲への相続が許されるが、屋敷地や所領は移転されている。
墓所は浅草の金蔵寺にあったが、1936年に佐倉市新町の安城山不矜院甚大寺に移され正睦・正倫の墓とともに並ぶ。

## 暗殺陰謀説
正俊が暗殺される直前に綱吉は生類憐れみの令を布くことを表明しており、正俊はこれに反対していた。また、正俊には綱吉を将軍に就任させた功績があり、大きな発言力を持っていたと推測される。そのため両者の間に溝が生まれたことから、「綱吉による陰謀説」がある。またこの事件以降、老中・若年寄の幕閣が政務を行う場所は、将軍の応接所である中奥御座之間から、表と中奥の間に新たに設けられた御用部屋に移動した。このため綱吉と幕閣の間に距離が生じ、両者を取り次ぐ柳沢吉保・牧野成貞ら側用人が力を持つこととなった。
暗殺事件の前日夜に、正休は正俊を訪ねて酒を飲み閑談したというが、この際に綱吉の意を受けて正俊に大老職を辞任するように勧告に来たという説がある。そして暗殺事件の直後、周囲にいた老中たちが正休を斬り殺したが、直ちに斬り殺したことを聞いた徳川光圀が「なぜ（正休を）捕らえて、事情をたださなかったのか」と老中たちを叱責したという話が伝わっている。

## 系譜
父母
- 堀田正盛（父）
- 酒井忠勝の娘（実母）
- 春日局（養母）

正室
- 稲葉正則の娘

側室
- 奥山氏

子女
- 堀田正仲（長男） 生母は正室
- 堀田正虎（次男） 生母は正室
- 堀田正高（三男） 生母は正室
- 堀田正武（四男） 生母は奥山氏

## 登場作品
映画
- 「将軍家光の乱心 激突」（1989年）演：真矢武
- 「江戸城大乱」（1991年）演：三浦友和
- 「天地明察」（2012年）演：矢島健一

テレビドラマ
- 「大奥」（フジテレビ、1968年）演：有川正治
- 「天下の副将軍水戸光圀 徳川御三家の激闘」（テレビ東京、1992年）演：大出俊
- 「元禄繚乱」（NHK大河ドラマ、1999年）演：村井国夫
- 「徳川綱吉 イヌと呼ばれた男」（フジテレビ、2004年）演：西村雅彦
- 「大奥〜華の乱〜」（フジテレビ、2005年）演：本田博太郎
- 「あさきゆめみし 〜八百屋お七異聞」（NHK総合、2013年） 演：中山城治

漫画
- 「カムイ伝」（第二部）